# После заката (фильм)
«После заката» (англ. After the Sunset) — американский авантюрный фильм 2004 года режиссёра Бретта Ратнера.

## Сюжет
Макс Бердетт (Пирс Броснан), в прошлом профессиональный вор и мошенник, теперь наслаждается жизнью на райском островке где-то на Карибах. Своей подруге-напарнице Лоле (Сальма Хайек) он пообещал, что завязал с преступным прошлым. В ходе последнего дела он унижает преследовавшего его агента ФБР Стэна Ллойда (Вуди Харрельсон), украв бриллиант прямо из его рук. Как позже выясняется, Ллойда за это отстранили от ведения дел.
Но их беззаботному существованию не суждено продлиться долго. Ллойд появляется на острове и сообщает ему, что будет следить за ним, так как подозревает его в подготовке очередной кражи. В порту встаёт на стоянку океанский лайнер, на борту которого развёрнута ювелирная выставка, гвоздь которой крупный бриллиант Наполеона.
Бердетт на словах не подтверждает своё участие в деле, но начинает вести сложную игру. С одной стороны он снимает Ллойду за свой счёт лучший номер в отеле, отправляется с ним на океанскую рыбалку и всячески ублажает своего бывшего врага. Ллойд, в свою очередь, пытается понять, каковы будут следующие шаги Бердетта, ставит у него дома подслушивающие устройства. Бердетт натравливает на Ллойда местного полицейского инспектора Софию, хотя это неожиданно заканчивается романтической связью между Ллойдом и Софией. Тем временем на Бердетта строит свои планы местный криминальный авторитет Генри Мур. Бердетт начинает подготовку к краже, воспользовавшись тем, что Ллойд напился до бесчувствия и не следит за ним. После этого Бердетт подбрасывает отвлекающий план кражи Муру и его людям, утверждая, что ему дело не интересно.
София и Лола в обиде на своих мужчин, думая, что они заняты только друг другом и бриллиантом. Ллойд, София, Лола и Макс отправляются на подводную прогулку с аквалангами с тем, чтобы попытаться найти примирение. Отплыв в сторону от компании, обследующей затонувшее судно, Бердетт под водой направляется к лайнеру и за несколько минут виртуозно осуществляет кражу бриллианта, да так, что подозрение падает на людей Мура. Бердетт возвращается назад, и его отлучка вроде осталась незамеченной. Он даже успевает спасти Ллойда, у которого неожиданно закончился кислород в баллоне. После того как четвёрка выбирается на сушу, София получает известие о происшедшей краже и немедленно обыскивает Макса. Однако она не находит ничего подозрительного.
Рассорившись, все расстаются друг с другом, но Бердетта дома ожидает Генри Мур, крайне недовольный тем, что его «кинули». Только вмешательство Ллойда, появившегося за спиной мафиози, спасает жизнь Бердетта. Расстроенная тем, что Макс бросил её ради бриллианта, Лола собирается покинуть остров на самолете Chalk’s Ocean Airways. Макс просит у неё прощения и, пытаясь загладить свою вину, просит её руки. Лола остаётся. Ллойд снова появляется рядом с Бердеттом. Оказывается, именно он в итоге завладел бриллиантом Наполеона, симулировав своё опьянение, подслушав разговоры и подсмотрев место, куда Макс спрятал камень.
В концовке Макс остается с Лолой и развлекается тем, что устраивает Ллойду тот же трюк с машиной, каким он забрал у него бриллиант в самом начале картины.

## Интересные факты
- Большинство сцен фильма снимались в Малибу, в период съёмок была очень холодная погода, а актёрам много приходилось сниматься без верхней одежды, и можно было увидеть, как идет пар изо рта актеров во время диалогов, и мастерам по спецэффектам приходилось убирать этот пар.
- Отель, в котором живёт Стенли, снимали в отеле «Atlantis Paradise Island» в корпусе «The Royal Towers» в Нассау (Багамы).
- В фильме есть акцент на часы Макса Бердетта «Panerai Luminor Marina Automatic». В конце фильма такие же часы появляются и на Стэне Ллоиде.
- В начальной сцене фильма в первом ряду на баскетбольном матче сидит Эдвард Нортон.

## В ролях
| Актёр              | Роль                |
| ------------------ | ------------------- |
| Пирс Броснан       | Макс Бердетт        |
| Сальма Хайек       | Лола Сирил          |
| Вуди Харрельсон    | Стэнли Ллоид        |
| Дон Чидл           | Анри Море/Генри Мур |
| Наоми Харрис       | София               |
| Крис Пенн          | Роуди Фан           |
| Трой Гэрити        | Люк                 |
| Обба Бабатунде     | Закарис             |
| Расселл Хорнсби    | Жан-Поль            |
| Майкелти Уильямсон | агент Стаффорд      |
| Рекс Линн          | агент Ковальский    |
| Ноэми Ленуар       |                     |